# Массимо Андреа Уголіні
Массімо Андреа Уголіні (італ. Massimo Andrea Ugolini; нар. 26 липня 1978, Сан-Марино) — політичний діяч Сан-Марино, капітан-регент Сан-Марино з 1 квітня 2016 року до 1 жовтня 2016.

## Біографія
Массімо Андреа Уголіні народився в липні 1978 року в Сан-Марино. Працює банкіром.
Від Християнсько-демократичної партії в 2008 році був обраний в Велику генеральну раду Сан-Марино.
В березні 2016 року він був обраний на посаду капітана-регента спільно з Джан Нікола Берті на термін з 1 квітня до 1 жовтня 2016 року. Массімо Андреа Уголіні є одним із наймолодших керівників глав держав та урядів в сучасному світі.